# 西之表港

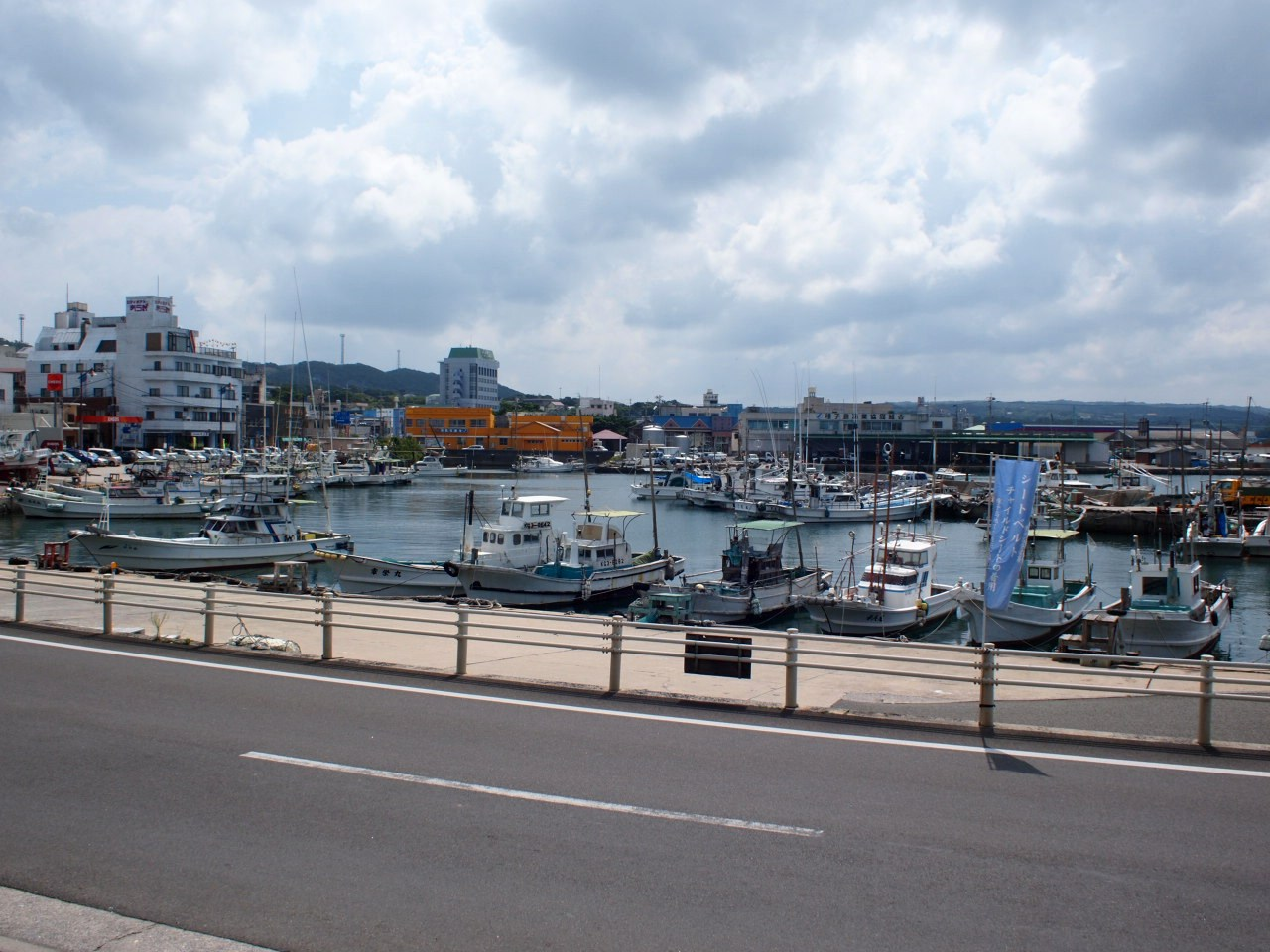
西之表旧港（赤尾木港）

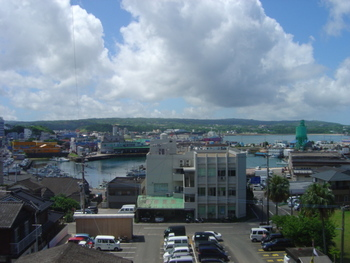
西之表市街地

西之表港（にしのおもてこう）は、日本の種子島北部、鹿児島県西之表市西部に所在する港湾。海上交通の要所で西之表旧港は赤尾木港と呼ばれた。

## 概要
西之表港は港湾法に基づく重要港湾で、中央地区、天神地区、塰泊地区(周辺にヤマト運輸西之表営業所がある。)からなる。鹿児島港や屋久島宮之浦港への定期フェリーや高速船ジェットフォイルが就航しており、背後は西之表市街地が広がる、島の「表玄関」の役割を担っている。
北に隣接する旧港は漁港となっており、赤尾木港と呼ばれた。赤尾木港は遣唐使船以来の南海交通の要衝であった。かつては暗礁が多く安永・天明年間（1772年 - 1789年）に港口に30間（約54メートル）の築島が作られたものの、諸子瀬と呼ばれる長い瀬が残っていた。
万延元年（1860年）4月、松寿院は港内拡張と航行安全のために築島を増築し諸子瀬を防波堤とする事業に着手し、薩摩藩主から年間400両の補助を得ながら3年後の文久2年（1862年）7月に竣工した。旧港北側にはいまも「松寿院ガンギ」が残っている。
2022年9月に「赤尾木港の岸岐と築島」が土木学会選奨土木遺産に認定された。

## 出来事
2010年10月と12月に沖の防波堤に崩壊が起きた。この部分は2002 - 2015年までの鹿児島県補強整備事業の最中であった。10月上旬に総工費4億3852万円でコンクリート補強をしていた。鹿児島県によると、台風にも耐えられる設計であったとしている。被害総額は約2億5000万円といわれている。

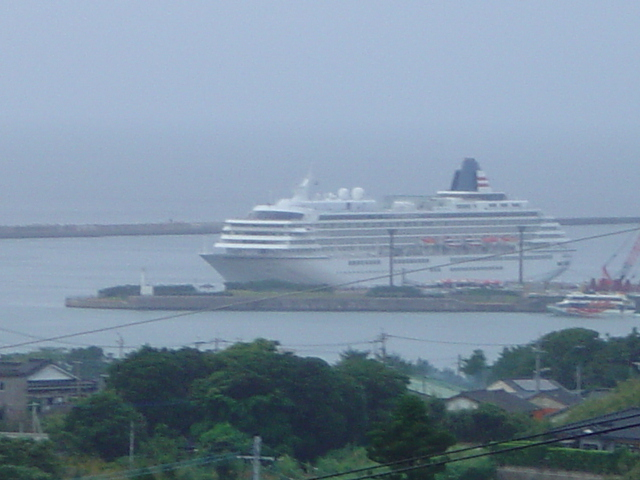
郵船クルーズ・客船飛鳥II、寄港

## 周辺施設
- 西之表市立種子島中学校